# 近代建築社
株式会社 近代建築社（きんだいけんちくしゃ）は、建築専門の出版社。

## 会社概要
- 所在地：東京都千代田区東神田2-10-17 東神田INビル6階
- 創立：1946年（昭和21年）7月

## 出版物
- 月刊 近代建築
- 別冊 卒業制作